# Granges-sur-Vologne
Granges-sur-Vologne is een plaats en voormalige gemeente in het Franse departement Vosges in de regio Grand Est en telt 2332 inwoners (2006).
Op 1 januari 2016 fuseerde Granges-sur-Vologne met Aumontzey tot de huidige gemeente Granges-Aumontzey. Deze gemeente maakt deel uit van het arrondissement Saint-Dié-des-Vosges.

## Geografie
De oppervlakte van Granges-sur-Vologne bedraagt 29,6 km², de bevolkingsdichtheid is 82,7 inwoners per km².
De onderstaande kaart toont de ligging van Granges-sur-Vologne met de belangrijkste infrastructuur en aangrenzende gemeenten.

## Demografie
Onderstaande figuur toont het verloop van het inwonertal (bron: INSEE-tellingen).